# 倭島英二
倭島 英二（わじま えいじ、1905年4月8日 - 1982年4月6日）は、昭和時代の日本の外交官。

## 経歴
鳥取県出身。東京帝国大学法学部在学中の1928年（昭和3年）、外交官試験に合格。翌年外務省入省。米国、中華民国、興亜院、本省政務局勤務などを経て、1942年（昭和17年）11月、中華民国駐在大使館の1等書記官で赴任。1945年（昭和20年）2月、大臣官房会計課長。同年8月より終戦連絡中央事務局第4部長・名古屋事務局長等を務めた後、1948年（昭和23年）1月より本省管理局長として引揚げ推進のためGHQなどとの折衝に尽力した。
アジア局の復活に伴い1951年（昭和26年）12月、同局長。
1953年（昭和28年）11月、特命全権公使に任命され、同年12月より日本・インドネシア国交樹立、賠償、その他懸案事項の処理交渉を行う。この経緯から、1957年（昭和32年）には昭和天皇にインドネシアの国情を進講する機会を持った。
1955年（昭和30年）4月には日本政府代表代理としてバンドン会議に出席。1957年6月、駐ベルギー大使となり、その間1959年（昭和34年）10月よりEECの日本政府初の正式大使を勤める。1960年（昭和35年）11月より駐アラブ連合大使に任命され、1965年（昭和40年）12月に退官。

## 栄典
- 1975年（昭和50年）4月29日 - 勲一等瑞宝章[3]

## 著作
- 『日本外交の刷新』鹿島研究所出版会、1965年
- 『平和と開発のためのアジア国家連合』鹿島研究所出版会、1971年